# Condado de Dixon
O Condado de Dixon é um dos 93 condados do estado norte-americano de Nebraska. A sede do condado é Ponca, e a sua maior cidade é Wakefield. O condado tem uma área de 1256 km² (dos quais 16 km² estão cobertos por água), uma população de 6339 habitantes, e uma densidade populacional de 5,0 hab/km² (segundo o censo nacional de 2000). O condado foi fundado em 1856 e o seu nome é de origem incerta, provavelmente homenagem à família Dixon.